# محمد أعظم خان البستكي
محمد أعظم خان بن محمد رضا خان (1906 - 1969) كان آخر خان أو حاكم لبستك وجهانكيرية بعد أن دامت الخانيَّة لـ 294 عام.

## نسبه
محمد أعظم خان بن محمد رضا خان بن محمد تقي خان بن مصطفى خان بن أحمد خان بن محمد رفيع خان بن هادي خان بن محمد خان الكبير بن عبد القادر البستكي بن حسن البستكي بن محمد الصغير بن محمد الكبير بن ناصر الدین بن محمد بن جابر بن إسماعيل بن عبد الغني بن إسماعيل بن عبد الرحيم بن الشیخ عبد السلام خنجي بن عباس بن إسماعيل بن حمزة بن أحمد بن محمد بن هارون بن مهدي بن مرشد بن محمود بن أحمد بن علي بن مبارك بن عبد السلام بن سعید بن عبد الغني بن طلحة بن أحمد بن إسماعيل بن سلیمان بن الأمير جعفر الأكبر بن الخليفة أبي جعفر المنصور بن الإمام محمد بن الإمام علي الساجد بن حبر الأمة عبد الله بن العباس بن عبدالمطلب الهاشمي القرشي.

## سيرته الشخصية
ولد محمد أعظم خان في بستك سنة 1283 هـ، درس في آخر سنوات حياته، وفي 22 ربيع الثاني 1387 هـ، توفي عن عمر يناهز 63 عاماً.
وقد ترك خلفه ثلاثة أبناء ذكور هم: محمد رضا خان، ومحمد أكرم خان، ومحمد أفضل خان. وبوفاته أزيل حكم الخانيَّة من المنطقة لصالح الحكومة المركزية في طهران ضمن سياسة التخلص من سلطة العشائر العربيَّة على مناطق الساحل الإيراني للخليج العربي.

## نهاية خانية بستك
في عهده انتهى حكم سلالة بني العباس في بستك وجهانكيرية وقد دام نفوذهم لأكثر من 294 عام.
كان محمد أعظم خان إنساناً كريماً، بعيد النظر، مضيافاً. وقد شغل بعد وفاة والده، منصب والي مناطق مختلفة من لارستان، بما في ذلك بستك.

## بعض مؤلفاته
كان لدى محمد أعظم معلومات قيمة عن تاريخ لارستان وموانئ وجزر الخليج العربي وأحداثها في القرن الماضي فكان من أهم المصادر حول تلك الفترة من تلك البقعة في العالم، وكان من نتائجها تأليف كتاب تاريخ جهانجيرية وبني عباسيان بستك. محمد أعظم خان كان على دراية تامة بالأدب العربي والفارسي وقام بإعداد ملاحظات متنوعة حول مواضيع مختلفة.